# Teodor Ziomek

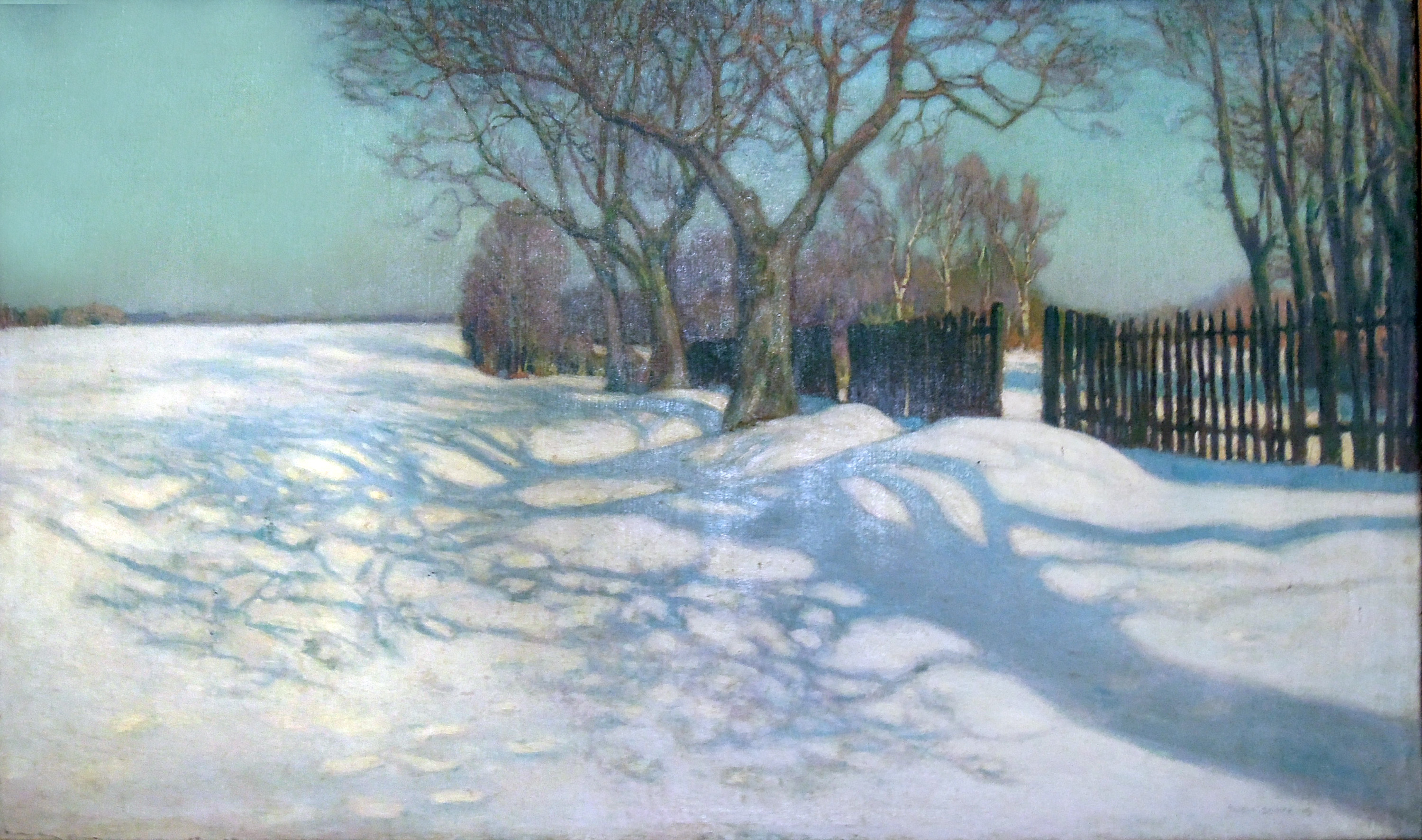
Teodor Ziomek - Szron

Teodor Ziomek (ur. 1874 w Skierniewicach, zm. 1937 w Warszawie) – polski malarz.
Uczęszczał do Szkoły Rysunkowej w Warszawie, jego wykładowcami byli Wojciech Gerson i Adam Badowski, po jej ukończeniu w 1897 naukę kontynuował na Akademii Sztuk Pięknych w Krakowie pod kierunkiem Leona Wyczółkowskiego. Już w czasie krakowskich studiów brał udział w wystawach (m.in. 1897, 1899), na których jego prace były wielokrotnie nagradzane. Do Warszawy powrócił w 1905, ale często podróżował po kraju i Europie aby malować. Należał do Towarzystwa Artystów Polskich „Sztuka” oraz działającego od 1908 do 1919 w Warszawie Stowarzyszenia Artystów Odłam. Ponadto należał lub współpracował ze stowarzyszeniami Pro Arte, Mazovia i Kołem Marynistów Polskich. Wielokrotnie wystawiał swoje prace m.in. 1905, 1911, 1928, 1929. Od 1908 przez dziewięć lat stale współpracował jako ilustrator z miesięcznikiem literacko-artystycznym „Sfinks”. 
31 stycznia 1937 został pochowany na cmentarzu Powązkowskim (kwatera 284 wprost-5-4).
Obrazy Teodora Ziomka przedstawiają pejzaże ziem polskich, często zamglone w czym można poznać szkołę Jana Stanisławskiego. Malarz często udawał się w plener nad Bałtyk i Morze Czarne, gdzie malował wybrzeże i sceny rodzajowe związane z tematyką marynistyczną. Obszerny dorobek znajduje się w kolekcjach polskich muzeów, a także w zbiorach prywatnych.
Zabójstwo prezydenta Rzeczypospolitej Polskiej Gabriela Narutowicza, które miało miejsce w gmachu Towarzystwa Zachęty Sztuk Pięknych w Warszawie 16 grudnia 1922 wydarzyło się w momencie, gdy prezydent stał przed obrazem Teodora Ziomka Szron.